# Rustam Saidov
Rustam Saidov (in uzbeko: Рустам Саидов; Tashkent, 6 febbraio 1978) è un ex pugile uzbeko.

## Palmarès

### Olimpiadi
- 1 medaglia:
  - 1 bronzo (Sydney 2000 nei pesi supermassimi)

### Mondiali dilettanti
- 1 medaglia:
  - 1 bronzo (Bangkok 2003 nei pesi supermassimi)

### Giochi asiatici
- 2 medaglie:
  - 2 ori (Busan 2002 nei pesi supermassimi; Doha 2006 nei pesi supermassimi)

### Campionati asiatici
- 2 medaglie:
  - 1 oro (Ulan Bator 2007 nei pesi supermassimi)
  - 1 argento (Ho Chi Minh 2005 nei pesi supermassimi)